# شارقة (بلنسية)
بلدية شارقة أو قلعة الأشراف أو (نقحرة: خيريكا) (بالإسبانية: Jérica)‏، هي إحدى بلديات مقاطعة قسطلونة التي تقع في منطقة بلنسية، في شرق إسبانيا.
يبلغ عدد سكانها 1.589 نسمة وفقاً لإحصائية سنة (2006).